# Halabiye
Halabiye (en árabe: حلبية‎, romanizado: Ḥalabiyya) es un fortín arqueológico ubicado en la orilla derecha del río Éufrates, en Siria.

## Historia
Fue fortificado en el siglo III por Zenobia, reina de Palmira. El sitio ocupa una superficie de 12 hectáreas (0,1 km²), protegida por murallas y una ciudadela en la cima de una colina. Restos de dos iglesias, un complejo de baños públicos y dos calles se han excavado.
Después de la conquista musulmana del norte de Mesopotamia, la necesidad de mantener una frontera bien defendida a lo largo del río Éufrates desapareció. La ciudadela sobre la cima de la colina, siguió en uso para controlar el movimiento en la zona media del Éufrates, y se modificó en gran medida.
En 1944 y 1945, el sitio fue excavado por el arqueólogo francés Jean Lauffray, que dibujó los mapas y estudió las murallas y los edificios públicos. Su equipo estaba integrado por 45 trabajadores que fueron contratados de una tribu local de beduinos. En el equipo estaba permitido el uso de las carpas y otros equipos necesarios de la misión arqueológica alemana de Tell Halaf bajo la dirección de Max von Oppenheim. En 1945, la excavación terminó abruptamente tras los enfrentamientos entre los trabajadores beduinos y los miembros del equipo extranjero.